# Espingarda automática
Chauchat (França)

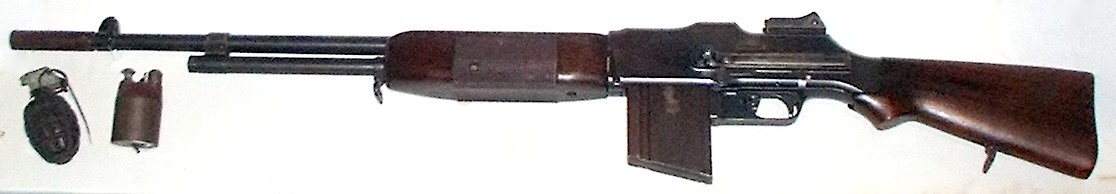
Browning Automatic Rifle, uma das primeiras espingardas automáticas usadas em combate.

Uma espingarda automática (português europeu) ou fuzil automático (português brasileiro) constitui um tipo de arma longa militar que utiliza uma munição convencional de espingarda militar/fuzil, podendo executar tanto tiro semiautomático como automático. Esta capacidade de seleção de tiro, bem como a utilização de munição normal de espingarda alimentada por carregador, diferencia-a de outros tipos de armas automáticas como a metralhadora e a pistola-metralhadora.
Contudo, tal como acontece com outros tipos de armas, a classificação como espingarda automática é algo ambígua e varia de país para país, de força armada para força armada ou mesmo de especialista para especialista. Assim, alguns tipos de espingardas militares capazes de executar apenas tiro semiautomático e não automático são classificadas como espingardas automáticas. Por outro lado, as espingardas de assalto/fuzis de assalto e as carabinas automáticas são ocasionalmente consideradas meras subvariantes da espingarda automática, mas em outras situações são consideradas classes independentes de armas de fogo.

## História
A primeira espingarda automática do mundo foi a M-1908 Mondragón, projetada pelo general Manuel Mondragón do Exército Mexicano. Mondragón começou a desenvolver a arma em 1882, patenteando-a em 1887.
Durante a Primeira Guerra Mundial, surgiu a norte-americana Browning Automatic Rifle (BAR), com o objetivo de desempenhar a função de metralhadora ligeira em missões de assalto de infantaria. A BAR serviu de inspiração a diversas espingardas automáticas e metralhadoras ligeiras desenvolvidas posteriormente.
Já durante a Segunda Guerra Mundial, surgiu a alemã StG 44, que é considerada a primeira espingarda de assalto moderna da história.

## Espingarda de assalto

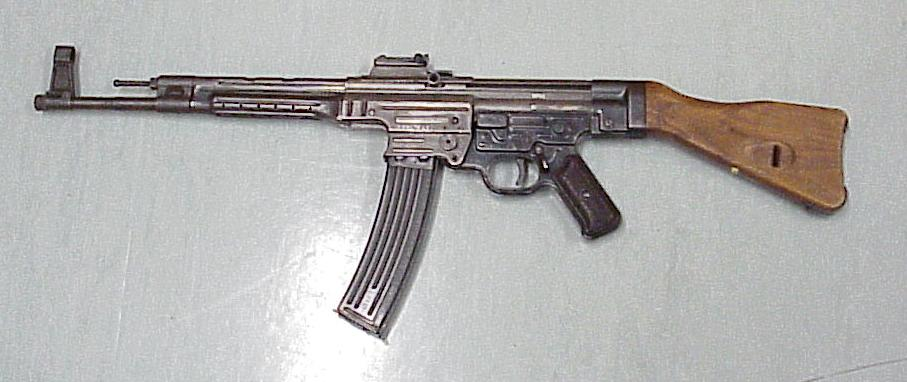
Sturmgewehr 44 (StG 44), a primeira espingarda de assalto moderna.

A espingarda de assalto (português europeu) ou fuzil de assalto (português brasileiro) é normalmente considerada uma variante da espingarda automática, diferenciando-se daquela por usar uma munição menor e menos potente que a munição convencional usada pelas metralhadoras e espingardas militares da época correspondente. A espingarda automática carateriza-se também por dispôr de carregadores com maior capacidade de munições e por ser mais compacta, caraterísticas permitidas pelo uso de uma munição de menores dimensões. O uso de uma munição menos potente permite ao atirador controlar o recuo da arma em tiro automático sem ter que utilizar um bipé ou outro tipo de apoio. Este tipo de munição é conhecida como "munição intermédia". Por exemplo, a espingarda de assalto AK-47 Kalashnikov usa uma munição de 7,62x39mm, com projétil do mesmo diâmetro mas menor e menos potente que a munição padrão soviética usada na época em que aquela arma foi introduzida, a 7,62x54mmR. Outro exemplo é a M16A1, a qual usa a munição 5,56mm NATO - derivada da munição de caça civil .223 Remington - que é muito menos potente que a munição 7,62x51mm NATO (.308 Winchester) usada pela sua antecessora a M14 ou que a munição 30-06 Springfield usada pelas armas M1 Garand e Springfield M1903. 
Muitas vezes é sugerido que o tipo de seletor de tiro diferencia uma espingarda de assalto das outras variantes da espingarda automática. Contudo, tanto a M16 como a AK-47 são referidas como espingardas de assalto, apesar da primeira posição fora de segurança do seletor da primeira arma ser em tiro semi automático mas o da segunda arma ser em tiro completamente automático, o que faz com que esta suposição seja incorreta.